# Barcial (Salamanca)
Barcial es un despoblado español del municipio de San Pedro de Rozados, perteneciente a la provincia de Salamanca, en la comunidad autónoma de Castilla y León.

## Historia
Hacia mediados del siglo XIX, el lugar, ya por entonces perteneciente a San Pedro de Rozados, tenía contabilizada una población de tres habitantes. Aparece descrito en el cuarto volumen del Diccionario geográfico-estadístico-histórico de España y sus posesiones de Ultramar de Pascual Madoz con las siguientes palabras:

BARCIAL: desp. de la prov., part. jud. y dióc. de Salamanca (5 leg.); depende en lo civil y ecle. de San Pedro de Rozados: su térm. se estiende sobre una leg., y confina N. y E. con el desp. de Barcialejo, S. con el l. de Beconuño, y O. con el de Tornadizos; comprende 458 fan. de tierras para pastos, en prados y monte, de las cuales 369 son de monte alto de encina y carrasca; pobl. 1 vec., 3 hab. Perteneció al colegio del Espíritu Santo que la compañia de Jesus tuvo en la c. de Salamanca.
(Madoz, 1846, p. 14)

En 2022, no tenía empadronado ningún habitante.